# Gyógymasszázs
A gyógymasszázs vagy orvosi masszázs orvosi rendelvény alapján végzett masszázskezelés. A kezeléseket nem az orvos végzi hanem a gyógymasszőr. Többnyire terápiás célzattal adják (15-20 masszázskezelés) és rendelőintézetekben, gyógyfürdőkben, magán egészségügyi intézményekben, magán egészségügyi önálló gyógymasszőröknél lehet igénybe venni.

## Gyógymasszázs kritériumai
- A gyógymasszázs egészségügyi ellátás.
- Egészségügyi szolgáltatás ezért kizárólag az ÁNTSZ által kiadott engedéllyel végezhető
- A gyógymasszázs gyógymasszőr végzettséghez kötött.
- A gyógymasszázshoz orvosi diagnózis, javaslat, előzetes orvosi kivizsgálás szükséges
- A gyógymasszőr orvosi utasítás hiányában nem gyógymasszázst, hanem frissítőmasszázst végez.

## Szükséges feltételek a masszőr számára
A gyógymasszázs végzéséhez a gyógymasszőrnek rendelkeznie kell:
- Magyar Egészségügyi Szakdolgozói Kamara érvényes tagságával
- AEEK – Állami Egészségügyi Ellátó Központ érvényes működési nyilvántartással kell rendelkezni (5 éves továbbképzési ciklus)
- Ántsz engedéllyel(1) (Egészségügyi intézmény esetén a munkáltató pl:Kórház, Gyógyfürdő, Rendelőintézet rendelkezik az engedéllyel.
- Ántsz engedéllyel(2) Önálló tevékenység esetén pl. Gyógymasszőr egyéni vagy társas vállalkozásban. A vállalkozásnak kell rendelkeznie az ÁNTSZ engedéllyel.

## A gyógymasszázs általános javallatai
Elsősorban mozgásszervi megbetegedések, de előfordul alkalmazása ideggyógyászati – belgyógyászati megbetegedésekre is.

## A masszázs ellenjavallatai /általában
Többek között ezért is nagyon fontos a szakorvosi kivizsgálás.
- Lázas megbetegedés.
- Leromlott vagy súlyosan legyengült állapot.
- Egyes szívbetegségek, keringési megbetegedések – magas vérnyomás (általában az eredményes gyógyszeres kompenzáció mellett már nem ellenjavallott, de ez esetben is kérjük a kardiológus véleményét.
- agyvérzés, agyrázkódás, gége ödéma, infarktus, (előfordulásuk után szakorvosi vélemény szükséges)
- Fertőző megbetegedések minden típusa, Influenza, különösen:  Hepatitis, AIDS, TBC, Orbánc
- Tüdő és a  mellhártya betegségek
- lábszárfekély, üszkös láb
- Bőrbetegségek és bőrfertőzések, minden fertőző és gyulladt megbetegedés
- Nyílt seb: (pl. vágások, szakadás, horzsolások)
- Izom sérülések akut szakaszai
- Ínszakadás, törések, zúzódások, csonthártya gyulladások, köszvény, bursitis
- Méhen kívüli terhesség. – Életveszélyes állapot !
- Veszélyeztetett terhesség. Normál terhesség esetén is nőgyógyász javaslata szükséges
- Szülés után 1- 2 hónapig / amennyiben a vérzés megszűnt és nem voltak komplikációk -
- Menses első 3 napjában
- Vérzékenység / gyógyszer, betegség, haemophilia, leukémia,  Syncumar – vérhígító szedése
- Rosszindulatú daganatos megbetegedés és sugár – és kemoterápia
- Minden heveny panasznál ami fájdalommal duzzanatokkal jár
- Műtétek után 1-2 hónapig / a műtést végző orvos ad tájékoztatást
- Embólia gyanú és annak kockázata. Életveszélyes állapot !
- Trombózis. Életveszélyes állapot !
- Egyes belgyógyászati, nőgyógyászati, urológiai, megbetegedések
- Fogorvosi beavatkozások esetén kérdezzük meg orvosunkat, (Műtétek után pl, implantátum 3- 4 hét ellenjavallott)
- Fog gyökérkezelése után 1-2 hétig / Kérdezzük fogorvosunkat
- Heveny gyulladás a visszerekben
- Epilepszia, egyéb  idegrendszeri megbetegedések
- Nem kezelt cukorbetegség, magas vércukorszint
- Közvetlenül étkezés, valamint alkoholfogyasztás után. / Ugyanúgy mint sportolás előtt.
- torokfájás torokgyulladás, mandula gyulladás
- Enyhe megfázásos – orrfolyás – torokkaparás esetén (COVID-19 kockázat, gyanú)

## Technikája szerint létezik
- Svéd vagy klasszikus masszázs (mozgásszervi panaszokra)

Reflektorikusan ható:
1. Kötőszöveti masszázs
2. Szegment masszázs (belgyógyászati panaszokra is)

valamint a 
kézi nyirokmasszázs lymphodinamikus vagy lymphostatikus panaszokra (Leggyakoribb felhasználása: Mamma carcinom post-operativ Ödéma, időigény min. 25 perc)